# Ivan Hodúr
Ivan Hodúr (ur. 10 lipca 1979 w Šaľi) – słowacki piłkarz występujący na pozycji ofensywnego pomocnika.

## Kariera klubowa
Swoją karierę piłkarską Hodúr rozpoczął w juniorskich sekcjach ŠKF Sereď oraz FC Nitra. W 1997 roku awansował do kadry pierwszej drużyny Nitry i w sezonie 1998/1999 zadebiutował w niej w pierwszej lidze słowackiej. W Nitrze grał jeszcze przez trzy lata.
W 2000 roku Hodúr wyjechał do Czech i został zawodnikiem Slovana Liberec. W sezonie 2001/2002 wywalczył ze Slovanem tytuł mistrza Czech. Po swój drugi tytuł mistrzowski w Czechach sięgnął w sezonie 2005/2006. Wiosną 2008 roku odszedł ze Slovana i przez pół roku reprezentował FK Mladá Boleslav.
W sezonie 2008/2009 Hodúr ponownie grał w ojczyźnie, tym razem w klubie MFK Ružomberok. Jeszcze w trakcie rozgrywek wrócił do FC Nitra i zawodnikiem tego zespołu był do końca 2011 roku.
13 stycznia 2012 roku Hodúr podpisał kontrakt z Zagłębiem Lubin. W Ekstraklasie zadebiutował 19 lutego w zremisowanym 2:2 domowym meczu z Wisłą Kraków. Pod koniec 2012 roku Zagłębie zdecydowało się nie przedłużać umowy ze Słowakiem, który przeszedł do Spartaka Trnawa.
| Sezon       | Klub                     | Kraj     | Rozgrywki      | Mecze | Bramki |
| ----------- | ------------------------ | -------- | -------------- | ----- | ------ |
| 1998/99     | FC Nitra                 | Słowacja | I liga         | 26    | 1      |
| 1999/00     | FC Nitra                 | Słowacja | I liga         | 30    | 3      |
| 2000/01     | Slovan Liberec           | Czechy   | Gambrinus Liga | 3     | 0      |
| 2001/02     | Slovan Liberec           | Czechy   | Gambrinus Liga | 20    | 0      |
| 2002/03     | Slovan Liberec           | Czechy   | Gambrinus Liga | 18    | 3      |
| 2003/04     | Slovan Liberec           | Czechy   | Gambrinus Liga | 18    | 3      |
| 2004/05     | Slovan Liberec           | Czechy   | Gambrinus Liga | 20    | 2      |
| 2005/06     | Slovan Liberec           | Czechy   | Gambrinus Liga | 25    | 4      |
| 2006/07     | Slovan Liberec           | Czechy   | Gambrinus Liga | 24    | 4      |
| 2007/08 (j) | Slovan Liberec           | Czechy   | Gambrinus Liga | 15    | 1      |
| 2007/08 (w) | FK Mladá Boleslav        | Czechy   | Gambrinus Liga | 9     | 0      |
| 2008/09 (j) | MFK Ružomberok           | Słowacja | I liga         | 13    | 0      |
| 2008/09 (w) | FC Nitra                 | Słowacja | I liga         | 11    | 0      |
| 2009/10     | FC Nitra                 | Słowacja | I liga         | 32    | 2      |
| 2010/11     | FC Nitra                 | Słowacja | I liga         | 22    | 2      |
| 2011/12 (j) | FC Nitra                 | Słowacja | I liga         | 14    | 3      |
| 2011/12 (w) | Zagłębie Lubin           | Polska   | Ekstraklasa    | 9     | 0      |
| 2012/13 (j) | Zagłębie Lubin           | Polska   | Ekstraklasa    | 0     | 0      |
| 2012/13 (w) | Spartak Trnawa           | Słowacja | I liga         | 11    | 0      |
| 2013/14 (j) | DAC 1904 Dunajská Streda | Słowacja | I liga         | 7     | 0      |

## Kariera reprezentacyjna
W reprezentacji Słowacji Hodúr zadebiutował 20 listopada 2002 roku w zremisowanym 1:1 towarzyskim meczu z Ukrainą, rozegranym w Trnawie. W swojej karierze grał m.in. w eliminacjach do MŚ 2006 i Euro 2008. Od 2002 do 2006 roku rozegrał w kadrze narodowej 12 spotkań.
| Mecze i gole w reprezentacji | Mecze i gole w reprezentacji | Mecze i gole w reprezentacji | Mecze i gole w reprezentacji | Mecze i gole w reprezentacji | Mecze i gole w reprezentacji | Mecze i gole w reprezentacji |
| #                            | Data                         | Stadion                      | Rywal                        | Wynik                        | Gol                          | Rozgrywki                    |
| 2002                         | 2002                         | 2002                         | 2002                         | 2002                         | 2002                         | 2002                         |
| ---------------------------- | ---------------------------- | ---------------------------- | ---------------------------- | ---------------------------- | ---------------------------- | ---------------------------- |
| 1.                           | 20.11.2002                   | Trnawa, Słowacja             | Ukraina                      | 1:1                          | 0                            | towarzyski                   |
| 2005                         |                              |                              |                              |                              |                              |                              |
| 2.                           | 08.10.2005                   | Bratysława, Słowacja         | Estonia                      | 1:0                          | 0                            | el. MŚ 2006                  |
| 3.                           | 12.10.2005                   | Bratysława, Słowacja         | Rosja                        | 0:0                          | 0                            | el. MŚ 2006                  |
| 4.                           | 12.11.2005                   | Madryt, Hiszpania            | Hiszpania                    | 1:5                          | 0                            | el. MŚ 2006                  |
| 5.                           | 16.11.2005                   | Bratysława, Słowacja         | Hiszpania                    | 1:1                          | 0                            | el. MŚ 2006                  |
| 2006                         |                              |                              |                              |                              |                              |                              |
| 6.                           | 01.03.2006                   | Saint-Denis, Francja         | Francja                      | 2:1                          | 0                            | towarzyski                   |
| 7.                           | 20.05.2006                   | Trnawa, Słowacja             | Belgia                       | 1:1                          | 0                            | towarzyski                   |
| 8.                           | 15.08.2006                   | Bratysława, Słowacja         | Malta                        | 3:0                          | 0                            | towarzyski                   |
| 9.                           | 02.09.2006                   | Bratysława, Słowacja         | Cypr                         | 6:0                          | 0                            | el. ME 2008                  |
| 10.                          | 06.09.2006                   | Bratysława, Słowacja         | Czechy                       | 0:3                          | 0                            | el. ME 2008                  |
| 11.                          | 07.10.2006                   | Cardiff, Walia               | Walia                        | 5:1                          | 0                            | el. ME 2008                  |
| 12.                          | 11.10.2006                   | Bratysława, Słowacja         | Niemcy                       | 1:4                          | 0                            | el. ME 2008                  |